# Hex Super eXtended Graphics Array
 (octobre 2024).
Si vous disposez d'ouvrages ou d'articles de référence ou si vous connaissez des sites web de qualité traitant du thème abordé ici, merci de compléter l'article en donnant les références utiles à sa vérifiabilité et en les liant à la section « Notes et références ».
 (novembre 2022).
Le HSXGA ou Hex Super eXtended Graphics Array est une norme d'affichage dont la définition est de 5 120×4 096 pixels, soit 20 971 520 pixels.
Dans le cadre des moniteurs, la proportion de l'écran est de 5/4 (largeur / hauteur) ; c’est-à-dire que la largeur est 1,25 fois plus grande que la hauteur.